# Луїс Мелендес
Луїс Мелендес (ісп. Luis Egidio Meléndez de Rivera Durazo y Santo Padre; 1716, Неаполь — 1780, Мадрид) — італійсько-іспанський художник XVIII століття, продовжувач найкращих традицій майстрів іспанського натюрморту.

## Життєпис. Батько
Батько, Франсіско Діас Рівера Мелендес (1682—1758), був художником-мініатюристом, родом з Ов'єдо. Разом з братом Мігелем Хасінто Мелендесом, теж худжником-потртетистом, вони перебралися в Мадрид. Кар'єра Мігеля на ранньому етапі була вдалішою, він оселиться в столиці, де згодом писатиме портрети королівської родини Іспанії. Франсіско ж 1699 року дістався Італії, де оселився в Неаполі, де десятиліттями мешкала значна іспанська діаспора. Він став іспанським військовим. Колись саме в підіспанському Неаполі шукав порятунку від пазурів жорстких законів папи римського бандиткуватий Караваджо, адже Неаполітанське королівство не підлягало владі папи. Франсіско Мелендес, незважаючи на службу в піхоті, не забував мистецтв. Він узяв шлюб з Марією Хосефою Дураццо і мешкав в Неаполі майже 20 років. 1716 року Марія Хосефа народила хлопчика, якого хрестили як Луїса Мелендеса де Рівера Дураццо і Санто Падре. Він теж стане художником. 1717 року батько разом з родиною повернувся в Мадрид.

## Мадрид, навчання

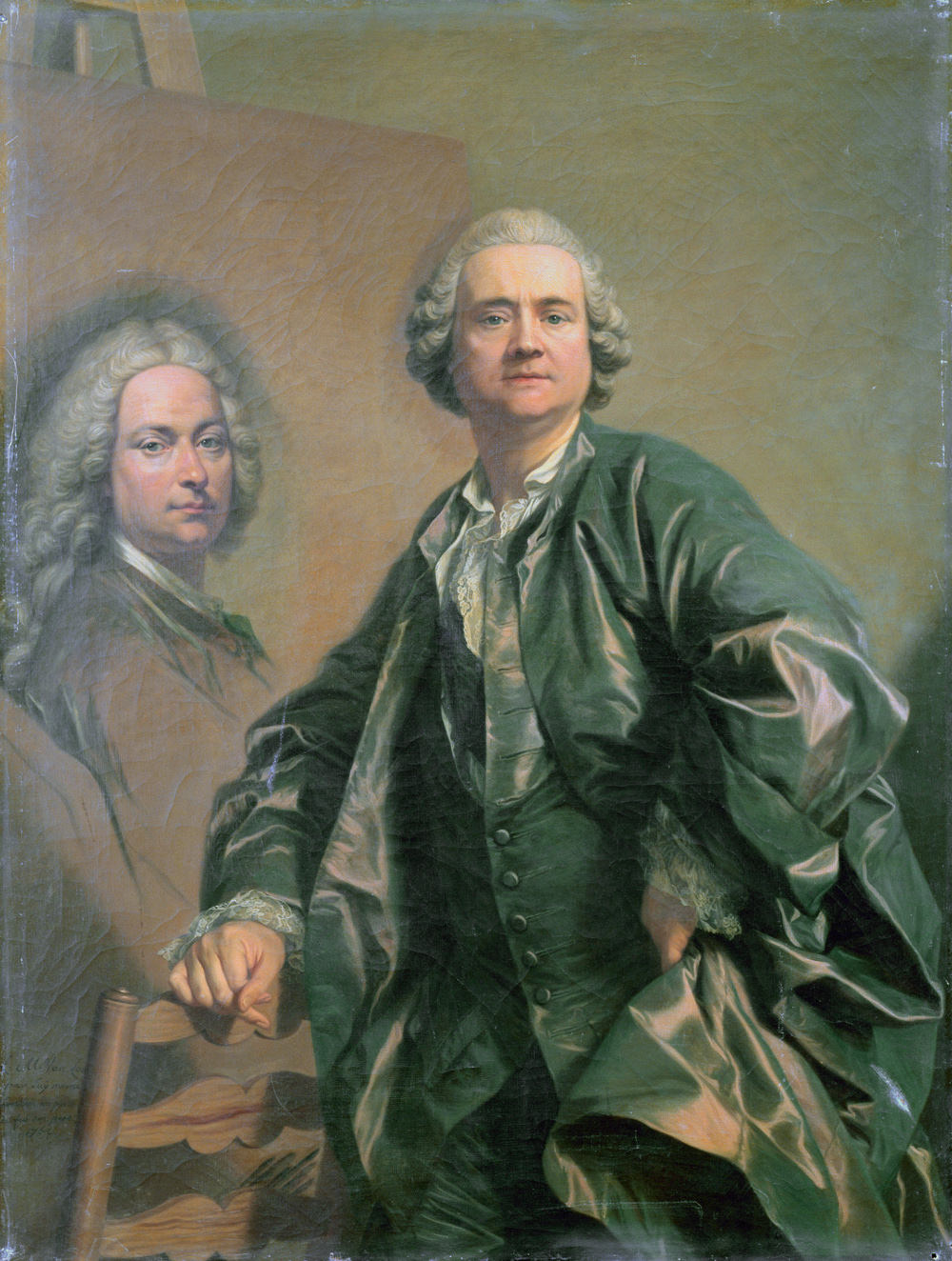
Луї Мішель ван Лоо, «автопортрет». Версаль.

Художню освіту Луїс Мелендес опановував в майстерні батька та в майстерні художника Луї Мішеля ван Лоо (1707—1771). Француз (герцог Анжуйський), що став королем Іспанії Філіпом V, зробив французького митця Луї Мішеля ван Лоо своїм надвірним художником. Більш розкута художня манера ван Лоо з домішками модного рококо присутня і в ранніх творах Луїса Мелендеса. В період 1737–1748 рр. Луїс Мелендес старанно копіював портрети королівської родини пензля ван Лоо, які дарували в Європу.
1744 року в Мадриді заснували Королівську Академію мистецтв Сан Фернандо. В керівництво обрали художників Луї Мішеля ван Лоо і Франсіско Діаса Рівера Мелендеса. Серед перших студентів Академії був і Луїс Мелендес. Незважаючи на панівну доктрину престижних і непрестижних жанрів мистецтва, керівництво Королівської Академії мистецтв Сан Фернандо мало прислухалося до цієї доктрини, тому схвально ставилось навіть до створення непрестижних у Франції натюрмортів. До цього періоду належить і автопортрет Луїса Мелендеса з академічним малюнком натурника в руці, створений 1746 року (нині — Лувр, Париж). Через конфлікти в академії, батько (Франсіско Мелендес) був позбавлений посади професора. Академію 1748 року був вимушений залишити і Луїс Мелендес. Почався період нестабільності без суттєвої підтримки Академії.

## Чотири роки в Італії

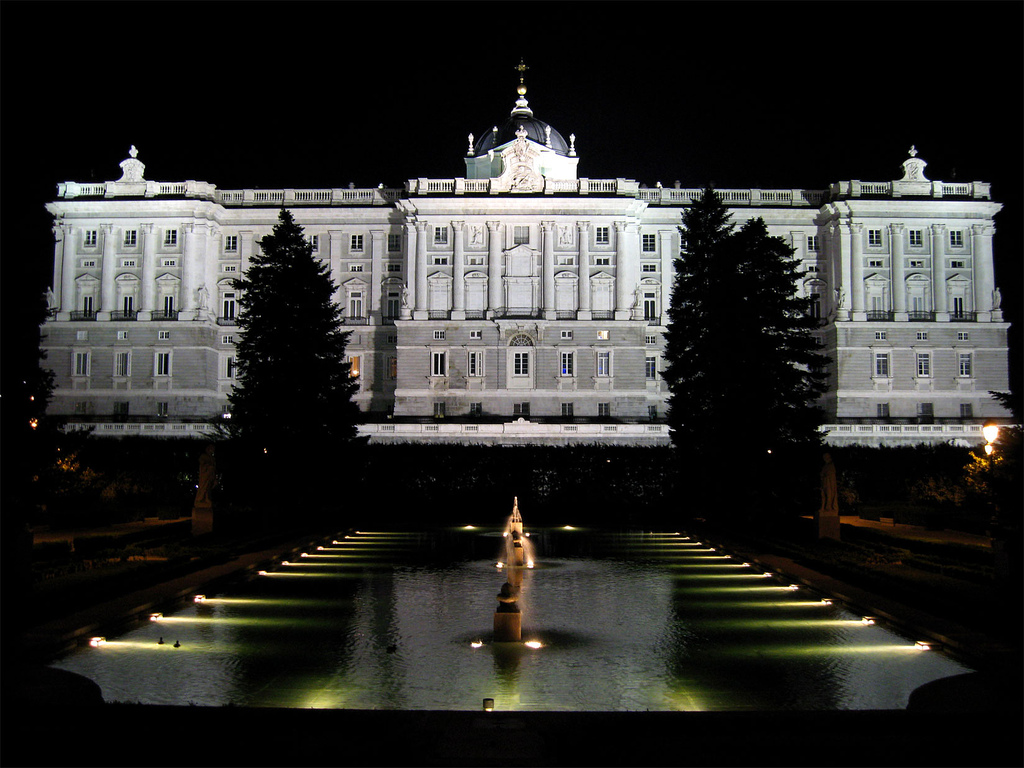
Королівський палац, Мадрид.

Аби набратися художнього досвіду, Луїс Мелендес перебрався в Італію, де перебував чотири роки (1748—1752). В цей період в Мадриді сталася пожежа в Королівському палаці. Згоріли старовинні рукописи і богослужебні книги королівської каплиці. Королівський двір наказав відновити частку рукописів, і у художників в Мадриді з'явилася нова ділянка для роботи. Батько і умовив сина повернутися з Італії в Мадрид, аби взяти участь у відновлені рукописів і їх мініатюр.

## Повернення в Іспанію
1753 року Луїс Мелендес повернувся в Мадрид. Серед цікавих завдань художника — натюрморти з зображенням рослин і овочів Іспанії, створені для принца Астурійського, що стане в майбутньому королем Іспанії Карлом IV (більше відомий за портретами Франциско Гої). Луїс Мелендес створив сорок чотири натюрморти, більшість яких нині — надбання Національного музею Прадо. Завдяки цим творам від і увійшов в історію мистецтва Іспанії XVIII століття.
Але кар'єра художника не задалася. 1760 року він подав клопотання на отримання посади надвірного художника Карла ІІІ. Той клопотання відхилив. Художник не мав впливового мецената, не досяг фінансового успіху і помер 1780 року, перебуваючи в скутному матеріальному стані.

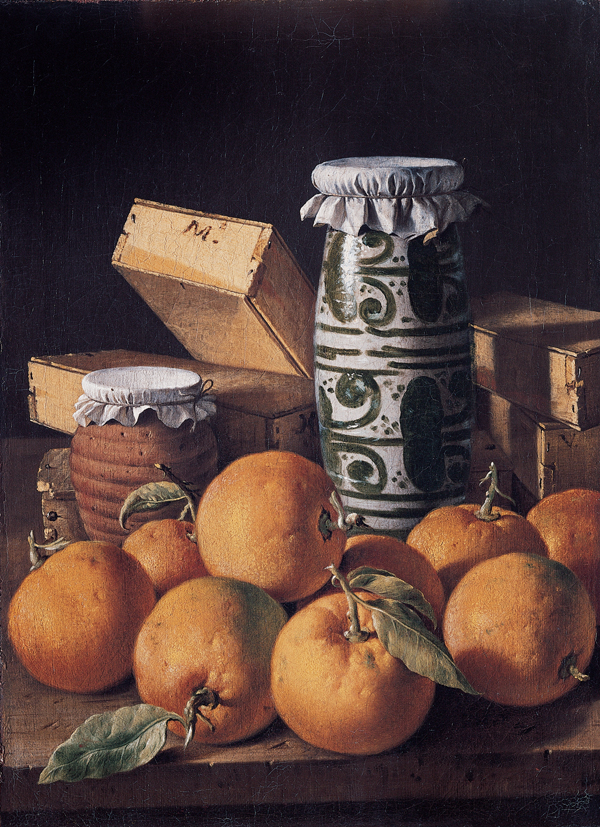
Луїс Мелендес. «Кераміка та апельсини», Кемпбел Арт Мьюзеум,
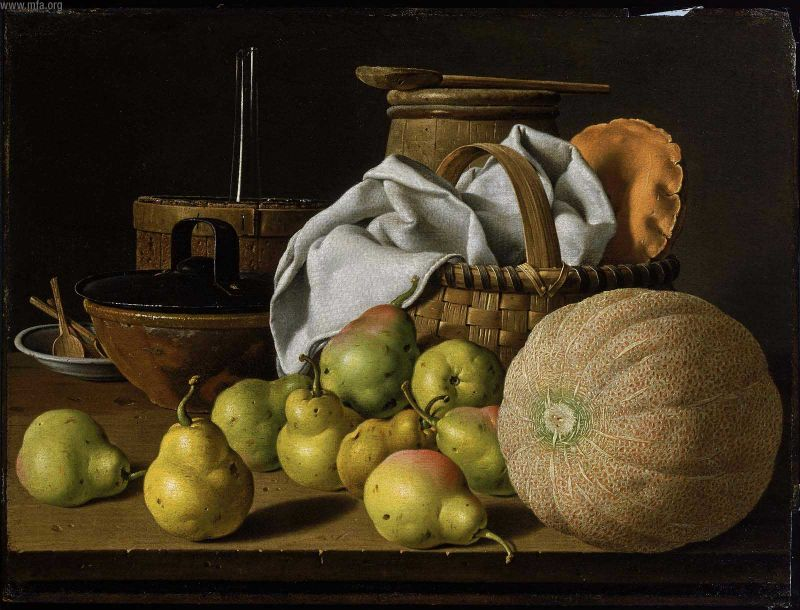
Луїс Мелендес. «Посуд, диня та груші», Бостонський музей образотворчих мистецтв
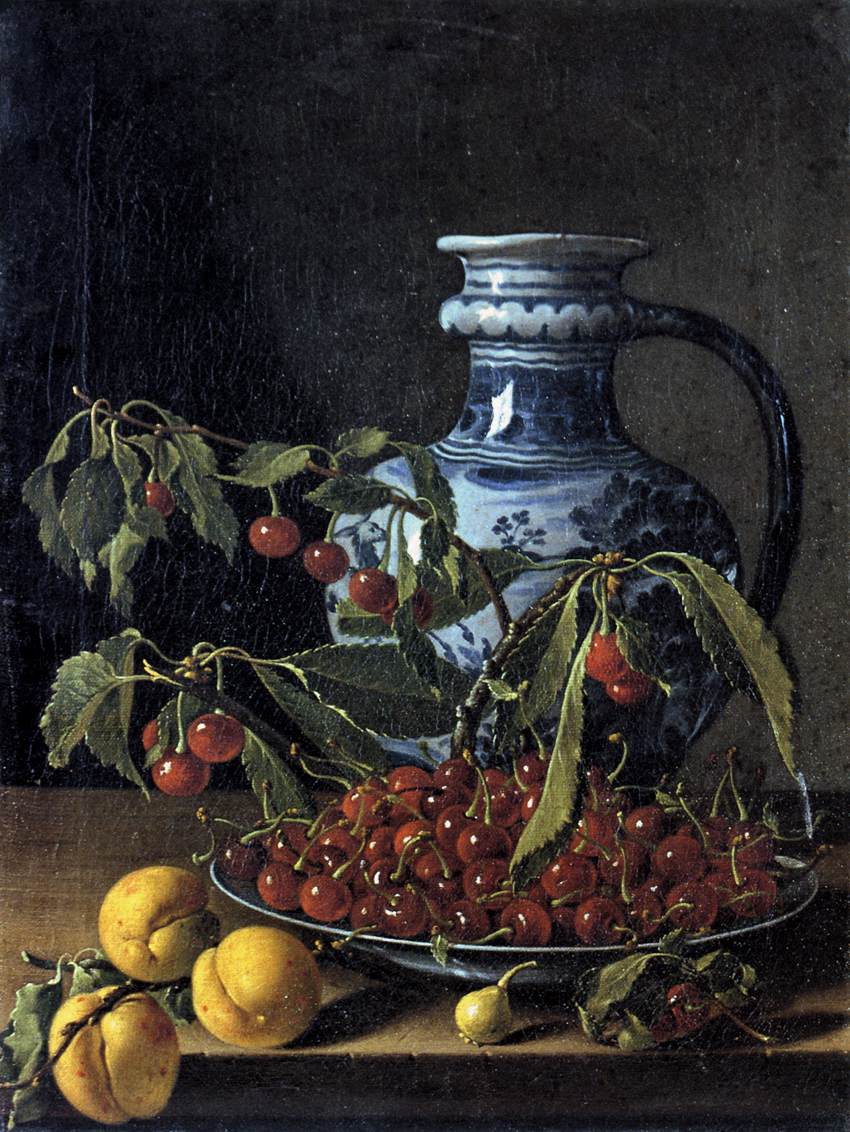
« Керамічний глек, черешні і абрикоси», Музей мистецтв, Більбао

## Вибрані твори
- «Автопортрет», Лувр
- "Фрукти і диня ", Ескоріал

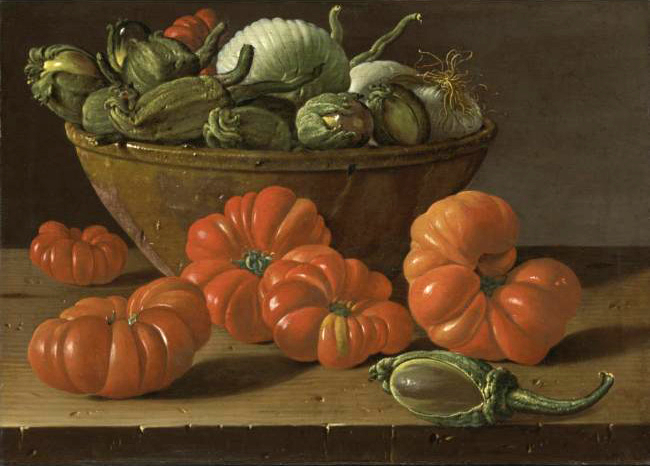
«Баклажани, помідори і цибуля».

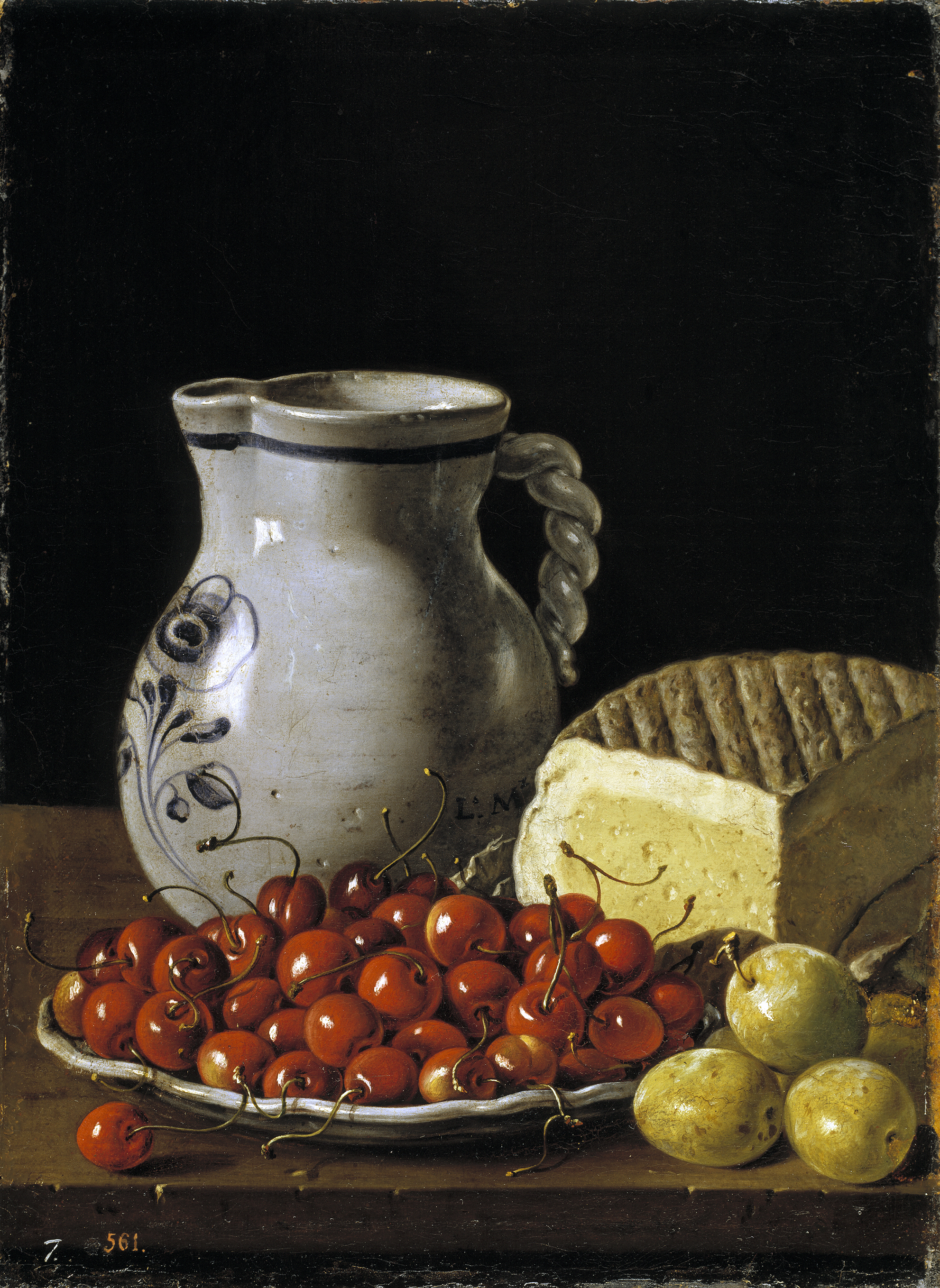
« Керамічний глек, черешні і сливи», Прадо, Мадрид

- « Три посудини, шматочок лосося і лимон», Прадо, Мадрид
- « Керамічний глек, черешні і абрикоси», Музей мистецтв, Більбао
- « Кераміка, апельсини і скриньки для цукерок», Кемпбел Арт Мьюзеум,
- " Пляшка, хліб і інжир «, Національна галерея мистецтв, Вашингтон
- „ Керамічний глек, черешні і сливи“, Прадо, Мадрид
- „ Виноград, сливи і яблука“
- „ Плетений кошик, посуд, риба і хліб“
- „ Посуд, лук, часник і дві куропатки“
- „ Кавуни, скриньки для цукерок і апельсини“
- „ Кавуни, лимони і апельсини“
- „ Мідний посуд, устриці, часник і курячі яйця“
- „ Дерев'яна діжа, диня, посуд і груші“
- „ Хліб, сливи, інжир і посуд“
- „ Хліб, порцеляна і млинок для шоколаду“
- „ Посуд, огірки і помідори“
- „ Фрукти на тлі пейзажу“
- „ Груші і виноград“

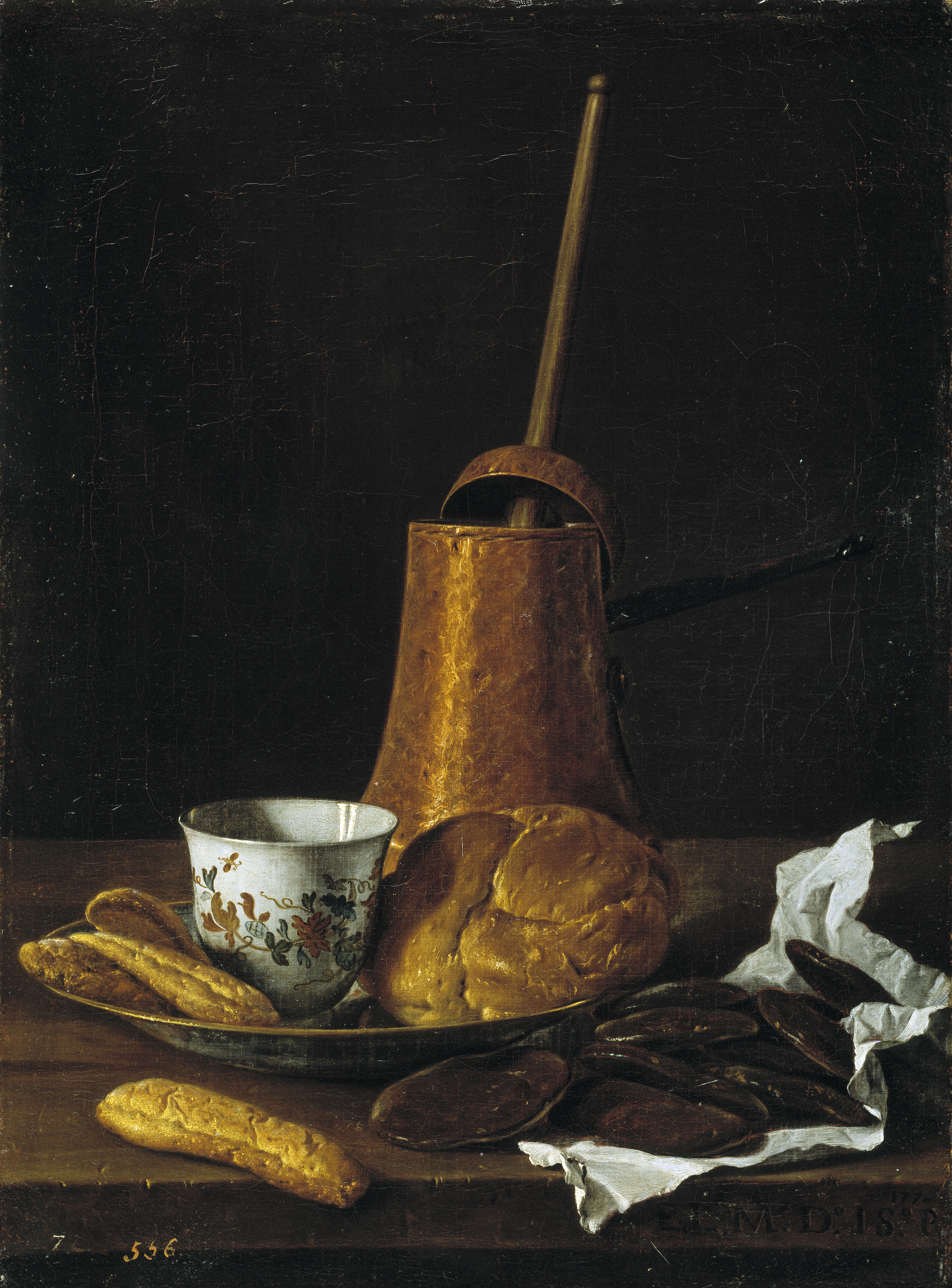
« Хліб, порцеляна і млинок для шоколаду»
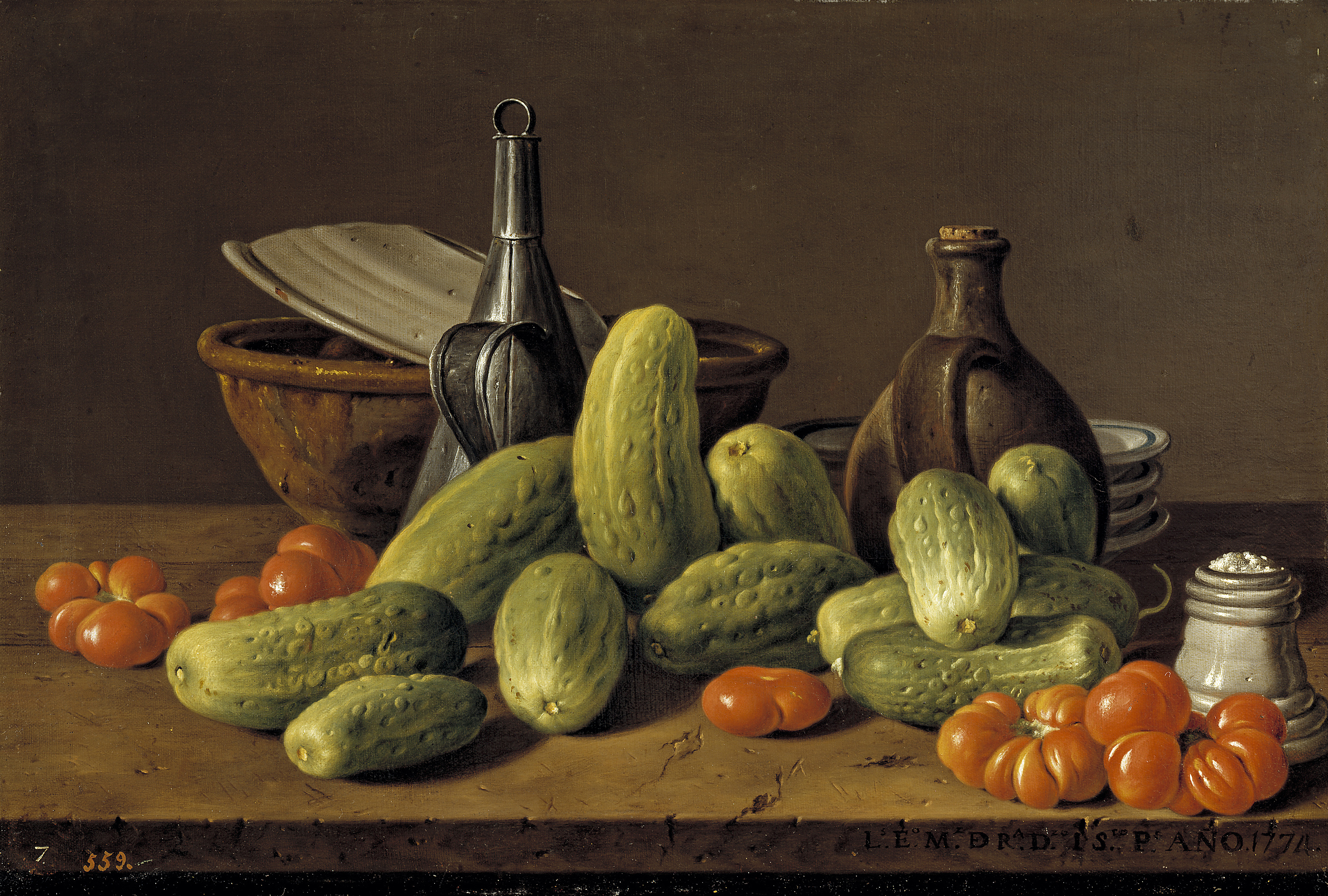
« Посуд, огірки і помідори»
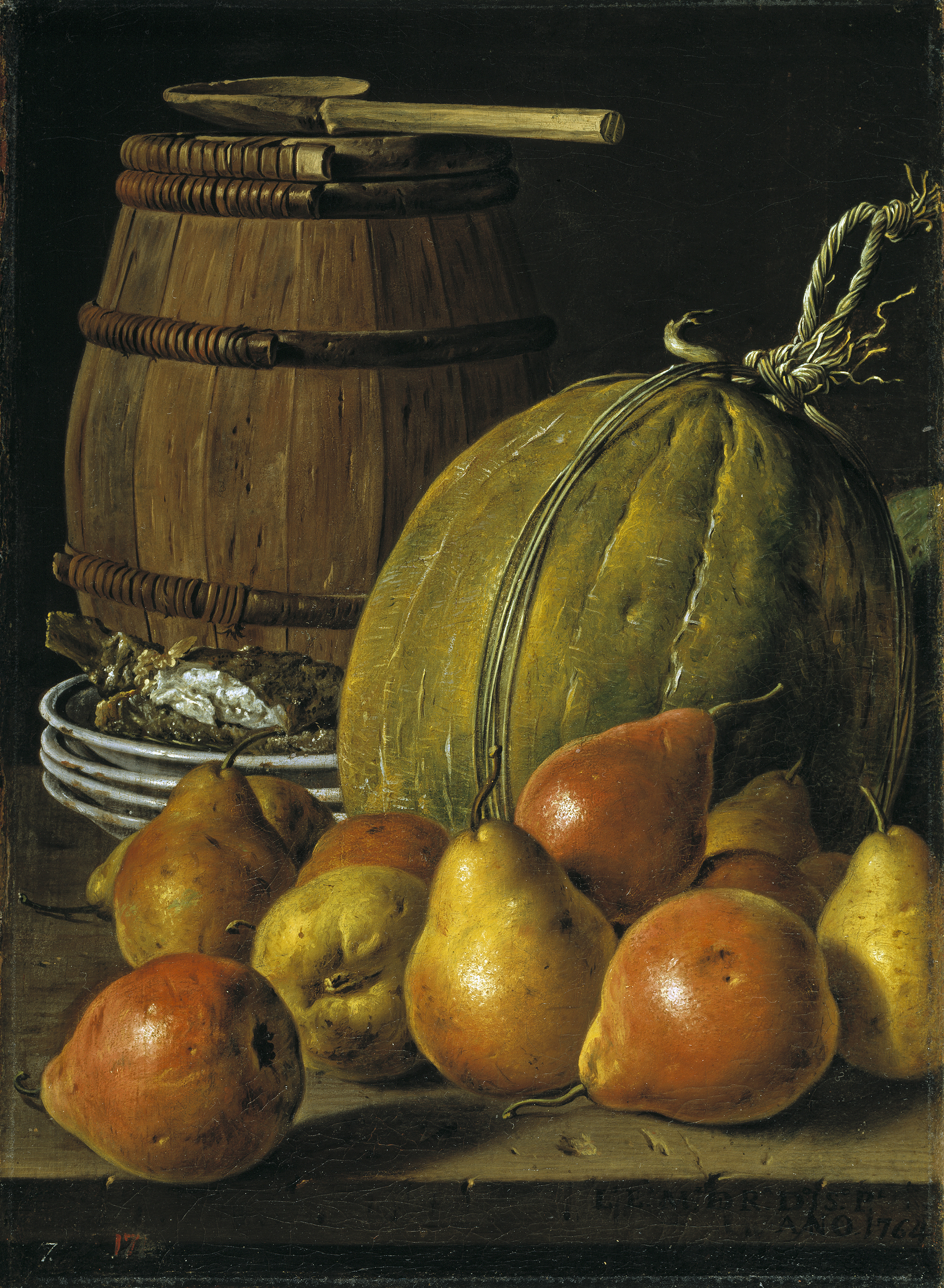
« Дерев'яна діжа, диня, посуд і груші»

## Джерела

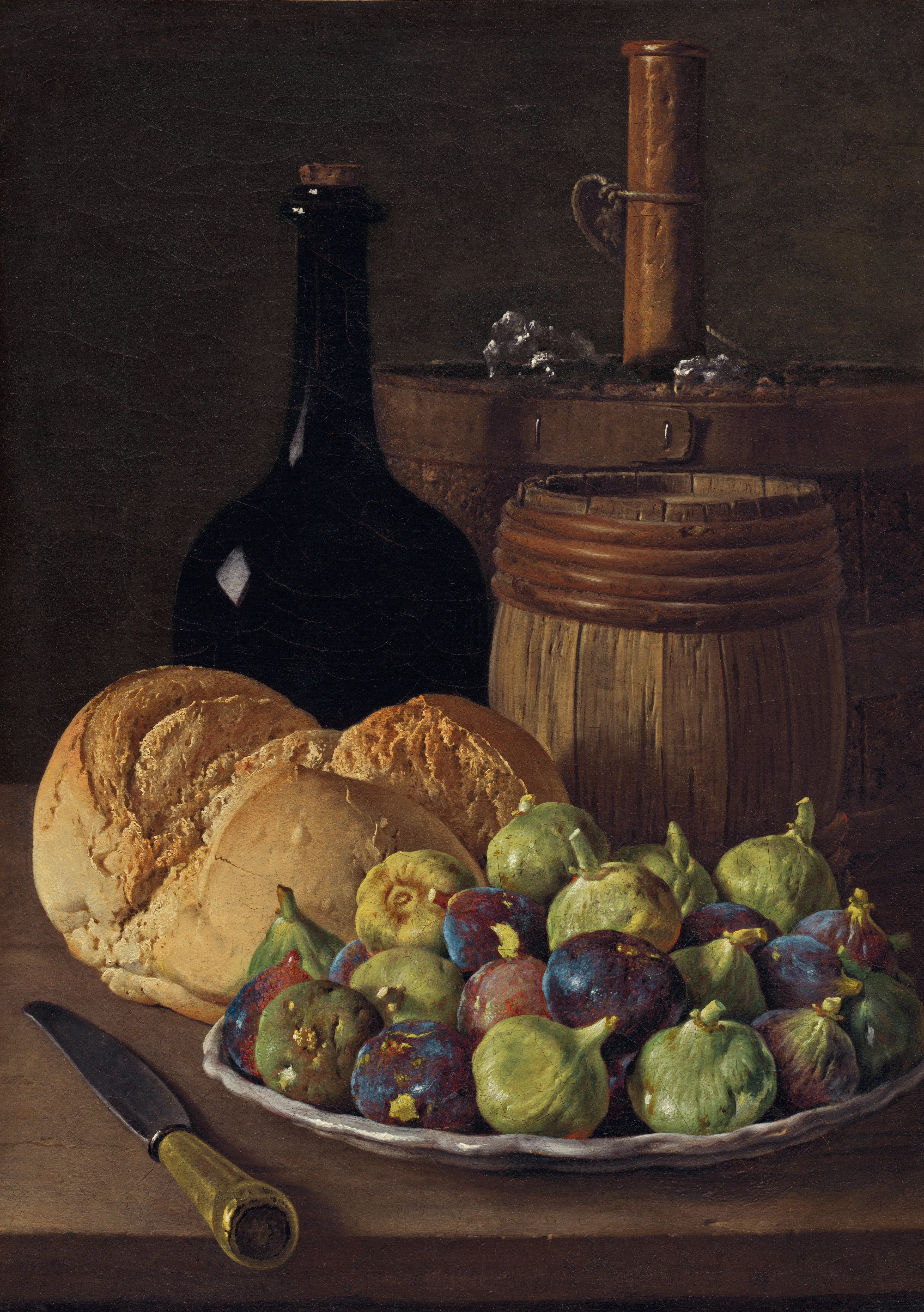
» Пляшка, хліб і інжир ", Національна галерея мистецтв, Вашингтон